# Алово (Пензенская область)
Алово — село в Никольском районе Пензенской области России. Входит в состав Карамальского сельсовета.

## География
Село находится в северо-восточной части Пензенской области, в подзоне северной лесостепи, в пределах западного склона Приволжской возвышенности, к северу от реки Веж-Айвы, на расстоянии примерно 14 километров (по прямой) к юго-востоку от города Никольска, административного центра района. Абсолютная высота — 264 метра над уровнем моря.

### Климат
Климат характеризуется как умеренно континентальный, с холодной зимой и умеренно жарким летом. Средняя температура воздуха самого холодного месяца (января) составляет −13,3 °C (абсолютный минимум — −34 °C); самого тёплого месяца (июля) — 19,2 °C (абсолютный максимум — 39 °С). Безморозный период длится 126 дней. Годовое количество атмосферных осадков — 527 мм, из которых большая часть выпадает в период с апреля по октябрь. Устойчивый снежный покров образуется в конце ноября и держится в среднем 149 дней.

## Население
| 1709  | 1748  | 1782 | 1864 | 1877 | 1897 | 1911  |
| ----- | ----- | ---- | ---- | ---- | ---- | ----- |
| 197   | ↗368  | ↘300 | ↗487 | ↗648 | ↗850 | ↗1131 |
| 1926  | 1930  | 1939 | 1959 | 1979 | 1989 | 1996  |
| ↗1190 | ↗1240 | ↘739 | ↘635 | ↘262 | ↘120 | ↘80   |
| 2002  | 2010  |      |      |      |      |       |
| ↘47   | ↘11   |      |      |      |      |       |

### Национальный состав
Согласно результатам переписи 2002 года, в национальной структуре населения мордва составляла 98 % из 47 чел.

## Фотогалерея

Вики-экспедиция UG EZY в эрзянское село Алово Никольского района Пензинской области
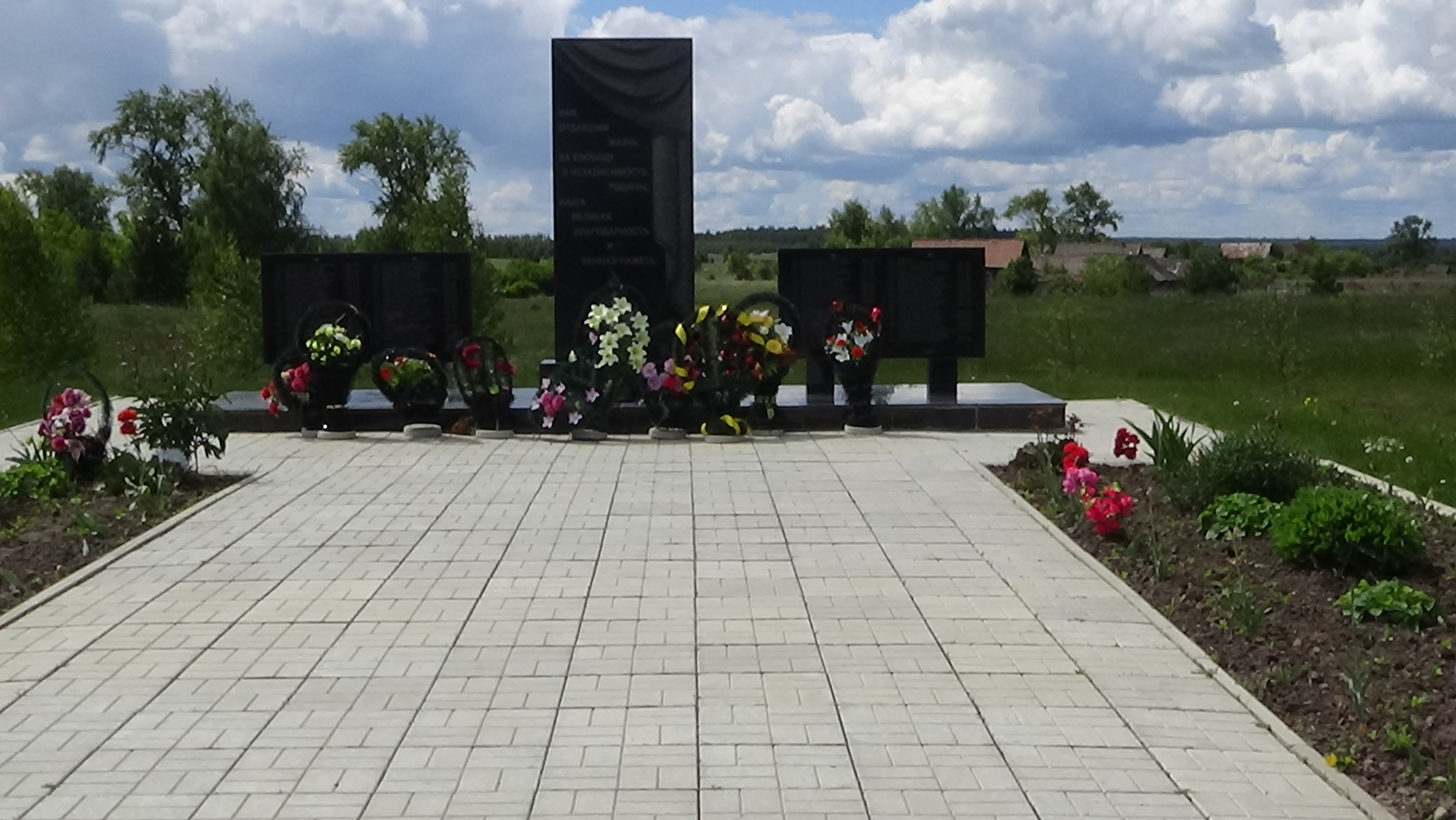
Памятник ВОВ возле деревни Алово
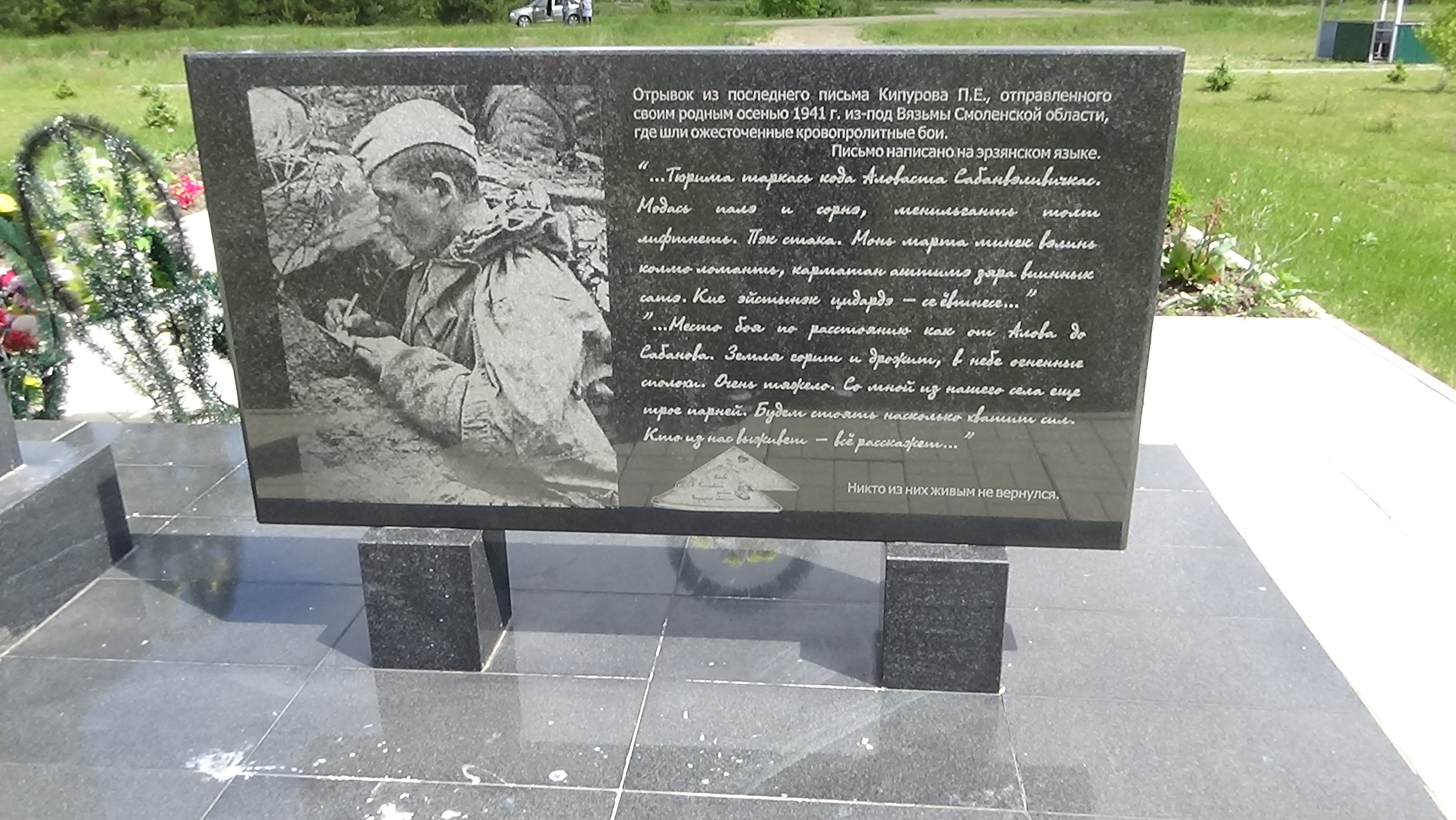
Памятник ВОВ:Последнее письмо написанное на эрзянском языке родным с фронта осенью 1941 года Кипуровым П. Е.